# Cucujus
Genre
Synonymes
- Earophilus Gistl, 1856[2]
- Porphyrus Des Gozis, 1886[2]

Cucujus est un genre d'insectes coléoptères de la famille des Cucujidae.

## Systématique
Le genre Cucujus a été créé en 1775 par l'entomologiste danois Johan Christian Fabricius (1745–1808).

## Liste d'espèces
Selon BioLib (20 août 2021) :
- Cucujus bicolor Smith, 1851
- Cucujus chinensis Lee & Satô, 2007
- Cucujus cinnaberinus (Scopoli, 1763)
- Cucujus clavipes (Fabricius, 1781)
- Cucujus coccinatus Lewis, 1881
- Cucujus costatus Zhao & Zhang, 2019
- Cucujus elongatus Lee & Pütz, 2008
- Cucujus grouvellei Reitter, 1877
- Cucujus haematodes Erichson, 1845
- Cucujus janatai Háva, Zahradník & Růžička, 2019
- Cucujus kempi Grouvelle, 1913
- Cucujus mniszechi Grouvelle, 1874
- Cucujus muelleri Bussler, 2017
- Cucujus nigripennis Lee & Satô, 2007
- Cucujus tulliae Bonacci, Mazzei, Horák & Brandmayr, 2011